# Rhinolophus luctus
Rhinolophus luctus is een zoogdier uit de familie van de hoefijzerneuzen (Rhinolophidae). De wetenschappelijke naam van de soort werd voor het eerst geldig gepubliceerd door Temminck in 1834.

## Voorkomen
De soort komt voor in India, Nepal, Birma, Sri Lanka, China, Vietnam, Cambodja, Laos, Thailand en Maleisië.